# Kaf
Kaf (כף) je 11. slovo hebrejskog pisma i ima brojčanu vrijednost od 20.
U modernom, hebrejskom pismu (Irvit) kaf se na početku slova koristi kao suglasnik i izgovara se kao [k] u svim drugom slučajevima kao [x].
Ako je slovo Kaf na kraju riječi, onda slovo ima drugi izgled. Taj način pisanja se ponekad koristi kao broj 500.

## Povijest
Riječ Kaf znači «dlan». Izvorno staro slikovno pismo slova kaf je bila otvorena šaka. Iz hebrejskog kafa nastalo je grčki Kapa i kasnije latinsko slovo K.

## Primjeri
- כינרת kinneret: Galilejsko more

## Šifra znaka
|                         | Unikod | Unikod                  | HTML     | HTML | izgled ovisi o pregledniku | poveznice (engl.)                |
| k. točka                | naziv  | kod                     | entitet  |      | izgled ovisi o pregledniku | poveznice (engl.)                |
| ----------------------- | ------ | ----------------------- | -------- | ---- | -------------------------- | -------------------------------- |
| slovo כ                 | U+05db | HEBREW LETTER KAF       | &#x05db; | nema | כ                          | detaljni podaci test preglednika |
| slovo na kraju riječi ך | U+05da | HEBREW LETTER FINAL KAF | &#x05da; | nema | ך                          | detaljni podaci test preglednika |

U standardu ISO 8859-8 simbol ima kod 0xeb tj. Oxea.